# デュッセルドルフ空港駅
デュッセルドルフ空港駅（デュッセルドルフくうこうえき、ドイツ語: Bahnhof Düsseldorf Flughafen）は
ドイツのデュッセルドルフ国際空港付近にあるドイツ鉄道（DB）およびライン＝ルールSバーンの駅。空港ターミナル内にあるデュッセルドルフ空港ターミナル駅（ドイツ語: Bahnhof Düsseldorf Flughafen  Terminal）からは離れており、別名「デュッセルドルフ空港長距離駅（ドイツ語: Bahnhof Düsseldorf Flughafen Fernbahnhof）」とも言われている。
Sバーンの他、タリスやICE、DBの一般列車が停車し、空港ターミナルとはスカイトレインで結ばれている。

## 沿革
連邦政府が1,460万ユーロを投じて2000年5月にデュッセルドルフ空港の連絡駅として開業した。開業式典には当時のドイツ首相ゲアハルト・シュレーダーとノルトライン＝ヴェストファーレン州知事ヴォルフガング・クレメントが出席している。2002年7月1日には全長2.5kmのスカイトレイン開業で空港ターミナルビルと直結するようになった。

## 駅構造
2面2線のSバーンと中央に通過線を備えた2面4線のDB一般路線が一体化しており、相対式2面の間に両路線が共用する島式ホーム1面2線を挟み込む4面
6線となっている。スカイトレインの駅舎とは連絡橋で繋がっている。

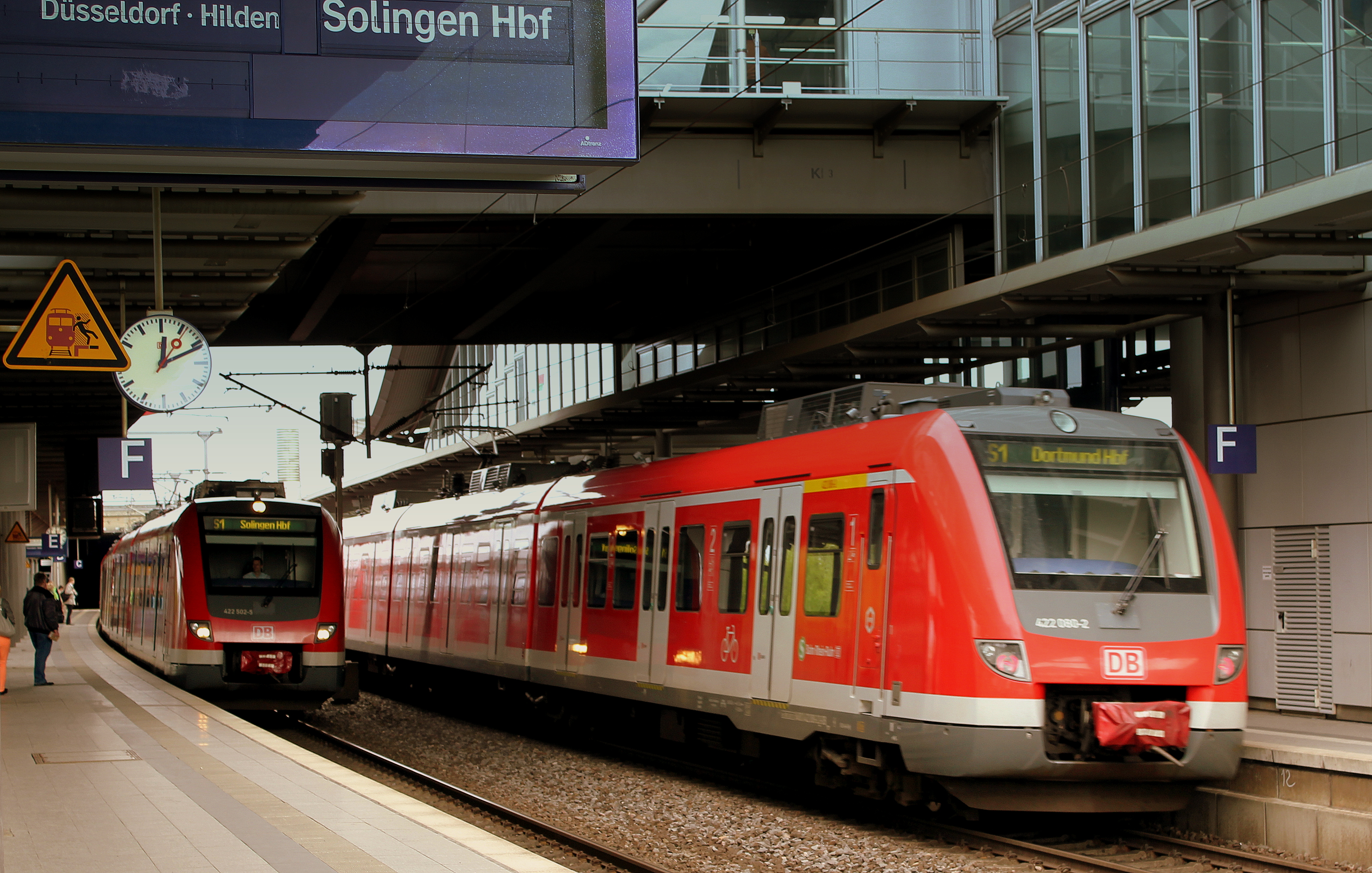
Sバーンのホーム
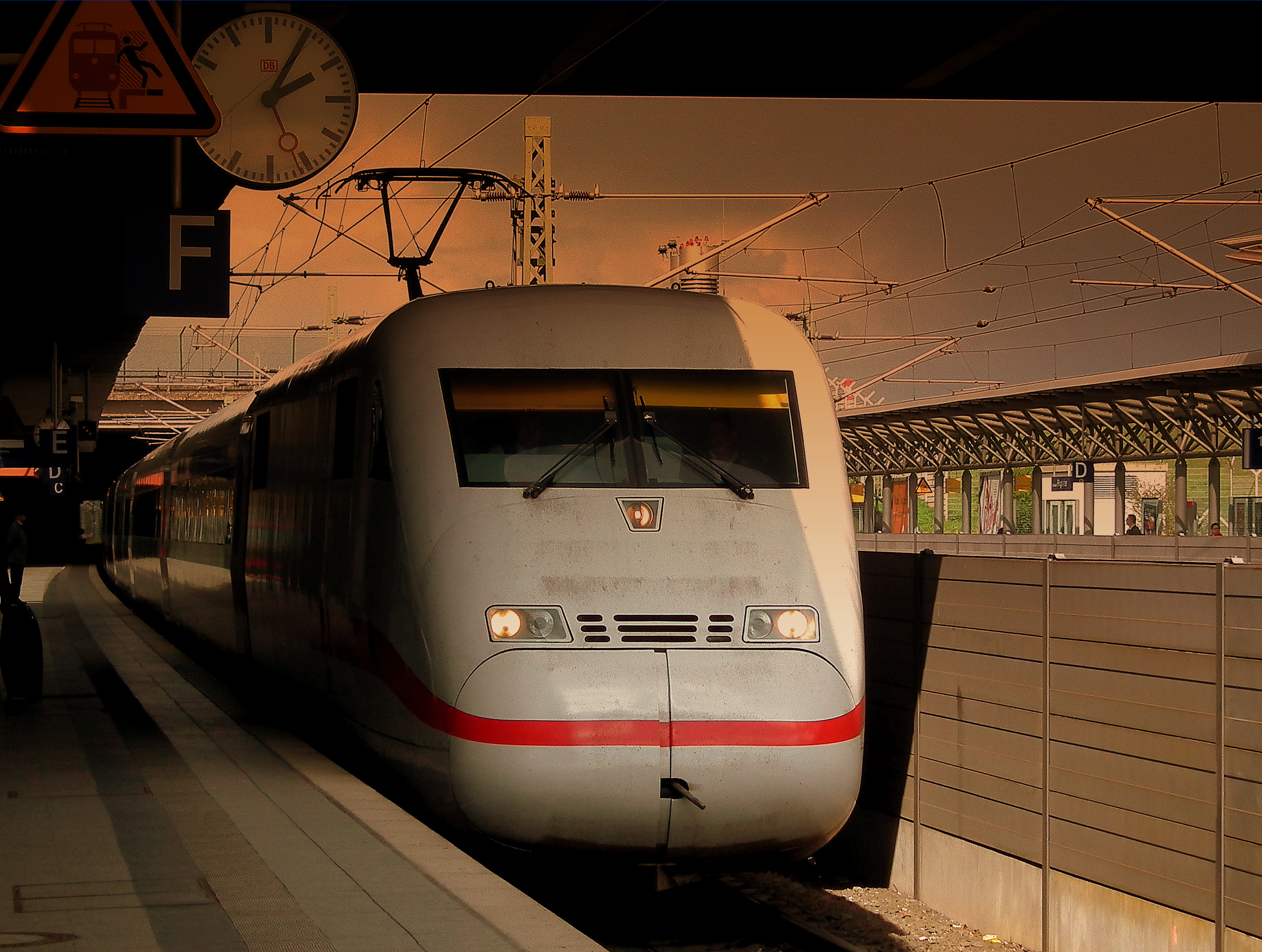
一般路線を発着するICE
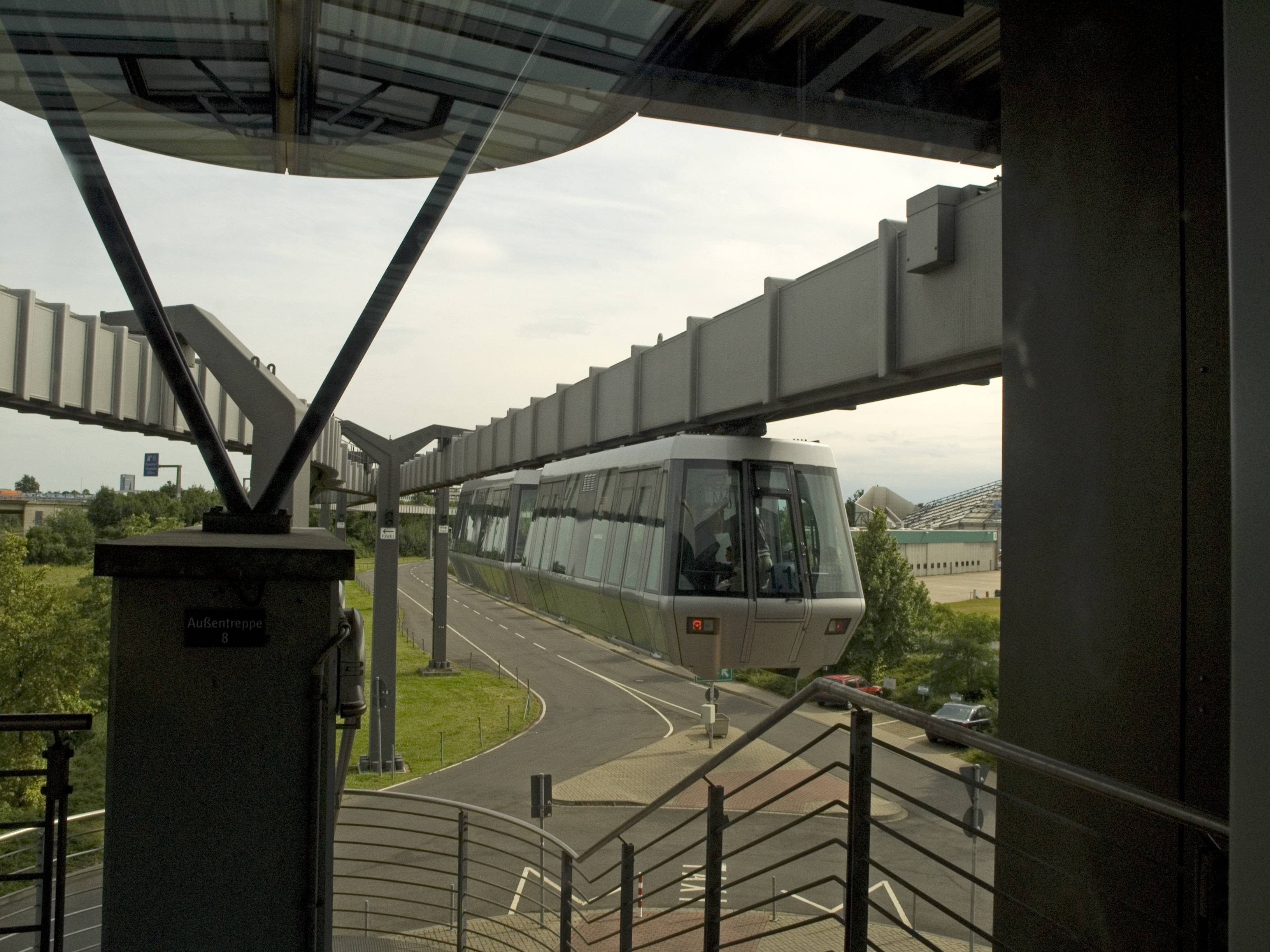
スカイトレイン

## 主な路線
ドイツ鉄道
- ケルン-デュースブルク線
  - タリス：パリ東駅 - ブリュッセル中央駅 - ケルン中央駅 - 空港駅 - デュッセルドルフ中央駅 - エッセン中央駅
  - ICE
    - ケルン/ボン空港駅 - デュッセルドルフ - デュースブルク - エッセン - ドルトムント - ハム - ビーレフェルト - ハノーファー - ベルリン
    - ドルトムント - デュッセルドルフ - ケルン - フランクフルト・アム・マイン - ヴュルツブルク - ニュルンベルク - ミュンヘン
    - ドルトムント - デュッセルドルフ - ケルン - フランクフルト - カールスルーエ - フライブルグ - バーゼル
    - デュッセルドルフ - デュースブルク - ドルトムント - ハム - パーダーボルン - カッセル - エアフルト - ライプツィヒ - ドレスデン

  - レギオナルエクスプレス
    - RE 1 NRWエクスプレス：アーヘン - ケルン - デュッセルドルフ - デュースブルク - エッセン - ドルトムント - ハム - パーダーボルン
    - RE 2 ライン-ハールト・エクスプレス：ミュンスター - デュルメン - レックリングハウゼン - エッセン - デュースブルク - デュッセルドルフ
    - RE 3 ライン-エムシャー・エクスプレス：デュッセルドルフ - デュースブルク - ゲルゼンキルヒェン - ドルトムント - ハム
    - RE 5 ライン・エクスプレス：ヴェセル - オーバーハウゼン - デュースブルク - デュッセルドルフ - ケルン - ボン - コブレンツ
    - RE 6 ライン-ヴェーザー・エクスプレス ケルン/ボン空港駅 – ケルン – ノイス – デュッセルドルフ - デュースブルク - エッセン - ドルトムント - ハム - ビーレフェルト - ミンデン
    - RE 11 ライン-ヘルヴェク・エクスプレス：デュッセルドルフ – 空港駅 – デュースブルク – エッセン – ドルトムント – ハム – パーダーボルン – カッセル＝ヴィルヘルムスヘーエ駅
    - RE 19 ライン-アイセル・エクスプレス：アーヘン – エメリッヒ – ヴェセル – オーバーハウゼン – デュースブルク – 空港駅 – デュッセルドルフ

ライン＝ルールSバーン
- 1号線
  - ドルトムント - ボーフム - エッセン - ミュールハイム・アン・デア・ルール - デュースブルク - 空港駅 - デュッセルドルフ - ヒルデン - ゾーリンゲン

スカイトレイン
駐車場4駅経由で空港ターミナルA/Bと空港ターミナルCを結んでいる。航空旅客と有効な鉄道乗車券所持者は無料。

## 駅周辺
- デュッセルドルフ空港

## 隣の駅
ドイツ鉄道
- ケルン-デュッセルドルフ線
  - デュースブルク中央駅 - デュッセルドルフ空港駅 - デュッセルドルフ中央駅
- ライン＝ルールSバーン
  - ■1号線（英語版）
    - アンガーオムント駅（英語版） - デュッセルドルフ空港駅 - ウンターラート駅（英語版）